# Campeonato Sergipano de Futebol Feminino de 2021
O Campeonato Sergipano de Futebol Feminino de 2021 é a 7ª edição deste campeonato de futebol feminino organizado pela Federação Sergipana de Futebol (FSF), o torneio teve início em 20 de novembro e terminará em 18 de dezembro.

## Regulamento
O Campeonato Capixaba de Futebol Feminino de 2021 será realizado em três fases distintas:
- Na primeira fase, as nove agremiações serão divididas em dois grupos com cinco e quatro equipes que se enfrentarão em turno único entre si, as duas primeiras de cada grupo se classificarão.
- Nas semifinais, os duelos se tornarão eliminatórios, sendo disputados em partidas única, com mando para as equipes de melhor campanha. Nessa fase, o time com melhor desempenho na primeira fase terá vantagem do empate.
- A final, será disputada em jogo único no Batistão. O vencedor da competição ganhará uma vaga na Série A3 de 2022.

### Critérios de desempate
O desempate entre duas ou mais equipes na primeira fase seguiu a ordem definida abaixo:
1. Número de vitórias
2. Saldo de gols
3. Gols marcados
4. Confronto direto
5. Menor número de cartões vermelhos recebidos
6. Menor número de cartões amarelos recebidos
7. Sorteio

## Primeira Fase

### Grupo A

#### Confrontos
|                 | CAN | IND  | RCE      | SDU  |
| --------------- | --- | ---- | -------- | ---- |
| Canindé         | —   | 18–0 | —        | —    |
| Independente-SE | —   | —    | 0–3 [wo] | 1–13 |
| Rosário Central | 2–2 | —    | —        | —    |
| Santos Dumont   | 2–4 | —    | 0–2      | —    |

|  |                     |  |        |  |                      |
|  | Vitória do Mandante |  | Empate |  | Vitória do Visitante |

- W.O. ^ A partida entre Independente e Rosário Central foi cancelada devido que a equipe de Simão Dias confirmou horas antes que não iria a campo e o time foi declarado perdedor por 3–0 (W.O.).

### Grupo B

#### Confrontos
|             | BAR | BOT      | COT | EST | FJO |
| ----------- | --- | -------- | --- | --- | --- |
| Barra-SE    | —   | 3–0 [wo] | —   | 1–3 | —   |
| Botafogo-SE | —   | —        | 2–5 | —   | 1–3 |
| Cotinguiba  | 2–0 | —        | —   | 3–2 | —   |
| Estanciano  | —   | 16–0     | —   | —   | 4–0 |
| Força Jovem | 3–1 | —        | 0–3 | —   | —   |

|  |                     |  |        |  |                      |
|  | Vitória do Mandante |  | Empate |  | Vitória do Visitante |

- W.O. ^ A partida entre Barra e Botafogo foi cancelada devido a motivos de força maior da equipe de Cristinápolis, que não compareceu a partida e o time foi declarado perdedor por 3–0 (W.O.).

## Fase Final
Em negrito, os clubes classificados
|  | Semifinais      | Semifinais      |   |  | Final      | Final |  |
|  |                 |                 |   |  |            |       |  |
|  |                 |                 |   |  |            |       |  |
|  | Canindé         | 0               |   |  |            |       |  |
|  | Estanciano      | 4               |   |  |            |       |  |
|  |                 |                 |   |  |            |       |  |
|  |                 |                 |   |  |            |       |  |
|  |                 |                 |   |  | Estanciano | 1     |  |
|  |                 | Rosário Central | 0 |  |            |       |  |
|  |                 |                 |   |  |            |       |  |
|  |                 |                 |   |  |            |       |  |
|  |                 |                 |   |  |            |       |  |
|  |                 |                 |   |  |            |       |  |
|  | Cotinguiba      | 0               |   |  |            |       |  |
|  | Rosário Central | 1               |   |  |            |       |  |

### Final
| 18 de dezembro | Estanciano | 1 – 0 | Rosário Central | Batistão, Aracaju |
| 15h00min       |            |       |                 |                   |

## Premiação
| Campeão do Campeonato Sergipano de Futebol Feminino de 2021 |
| ----------------------------------------------------------- |
| Estanciano Campeã (1° título)                               |